# Parafia Podwyższenia Krzyża Świętego w Ostrowcu Świętokrzyskim
Parafia Podwyższenia Krzyża Świętego w Ostrowcu Świętokrzyskim – parafia rzymskokatolicka znajdująca się w diecezji sandomierskiej w dekanacie Ostrowiec Świętokrzyski. 

## Historia
Parafia została erygowana w 1984 z parafii św. Michała Archanioła w Ostrowcu Świętokrzyskim. Kościół parafialny mieści się przy ulicy Wrzosowej na osiedlu Gutwin.

## Proboszczowie
- ks. Piotr Zwoliński (?–2020)[1]
- ks. Sławomir Brzeski (2020– )[1]